# Gaetano Fasolino
Gaetano Fasolino (Roccapiemonte, 16 aprile 1937) è un politico italiano.

## Biografia
Laureato in Medicina e chirurgia, ha esercitato come medico di base; è specialista in Pediatria e in Igiene generale e speciale. È stato eletto per la prima volta al Parlamento italiano (al Senato della Repubblica) nel 2001, nelle file di Forza Italia, partito del quale è stato anche componente del Comitato direttivo. Al Senato, ha fatto parte delle commissioni permanenti Bilancio e Igiene e sanità. In occasione delle elezioni politiche del 2006 è stato nuovamente eletto, sempre per Forza Italia, ma questa volta alla Camera dei deputati; è stato membro della commissione Ambiente, territorio e lavori pubblici.